# نظام الهيكل العظمي للحصان

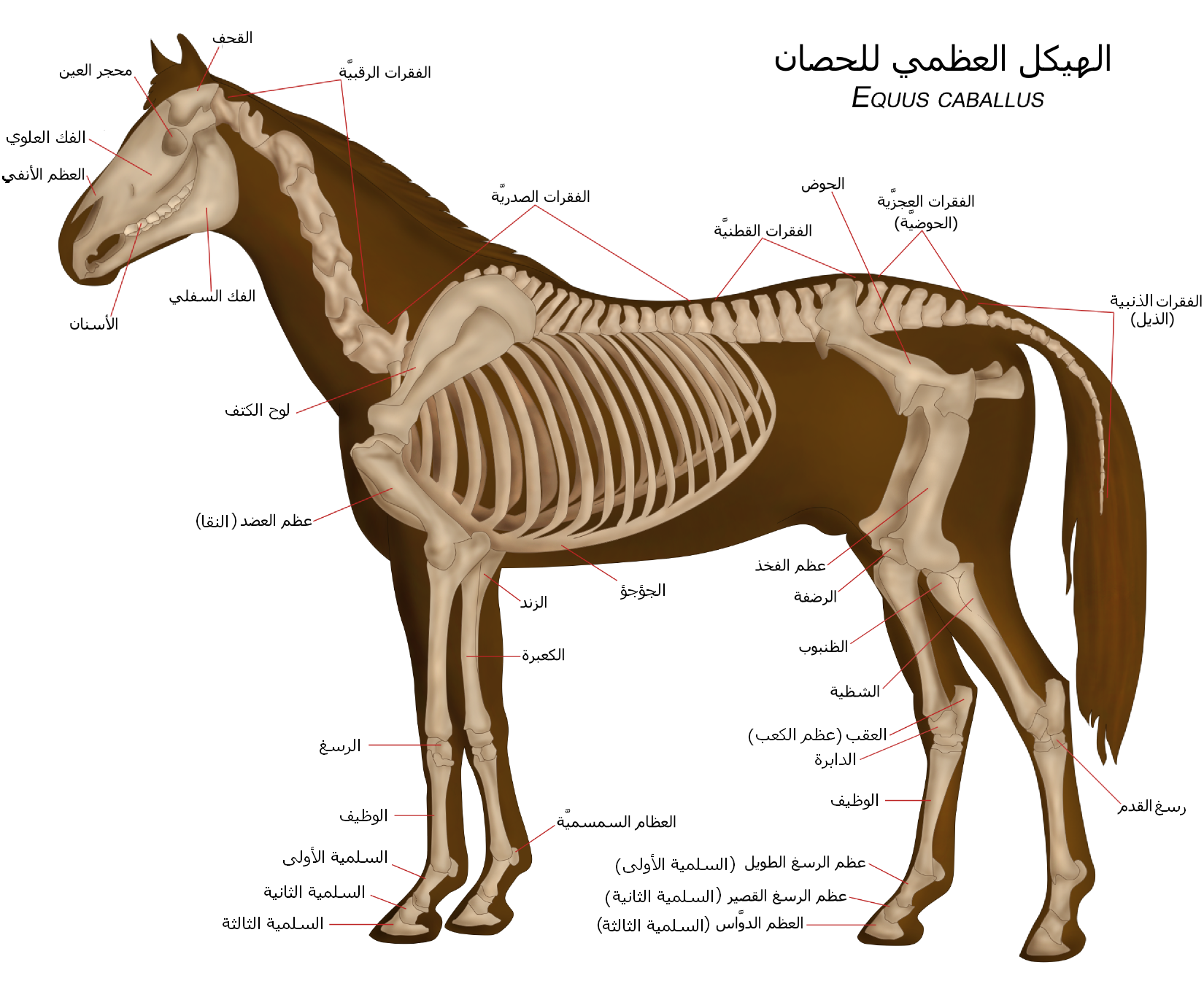
هيك الحصان العظمي

الهيكل العظمي للحصان

نظام الهيكل العظمي للحصان، (بالإنجليزية: Skeletal system of the horse)‏، يحتوي نظام الهيكل العظمي لـ الحصان، على ثلاث وظائف رئيسية في الجسم. يحمي الأعضاء الحيوية، ويوفر إطارًا، ويدعم الأجزاء اللينة من الجسم.
أجسام الخيول تحتوي عادة على 205 عظمة. يحتوي الطرف الحوض عادة على 19 عظمة، بينما يحتوي الطرف الصدري على 20 عظمة.

## وظائف العظام
تخدم العظام، ثلاث وظائف رئيسية في نظام الهيكل العظمي؛ تعمل كرافعات، تخزن المعادن، وهي موقع تكوين خلايا الدم الحمراء.
يمكن تصنيف العظام إلى خمس فئات:
1. عظام طويلة: المساعدة في الحركة، وتخزين المعادن، وتكون بمثابة العتلات. عُثِر عليها بشكل رئيسي في الأطراف.
2. عظام قصيرة: امتصاص ارتجاج. وجدت في المفاصل مثل الركبة، العرقوب، و fetlock.
3. العظام المسطحة: أرفق تجاويف الجسم، التي تحتوي على أعضاء. الضلوع هي أمثلة على عظام مسطحة.
4. العظام غير المنتظمة: حماية الجهاز العصبي المركزي. يتكون العمود الفقري من عظام غير منتظمة.
5. السمسمية: عظام مضمن داخل وتر. يطلق على السمسمويد الرقمي الداني للحصان اسم «عظام السمسم» بواسطة الفرسان، ويشار إلى السمسمويد الرقمي البعيدة باسم عظم الزهري.

الأربطة، والأوتار يربطان الهيكل العظمي معًا. تربط الأربطة العظام بالعظام، والأوتار تحمل العظام للعضلات. توجد الأغشية الزليلية في كبسولات المفصل، حيث تحتوي على السائل الزليلي، الذي يشحم المفاصل. تتم تغطية العظام بواسطة غشاء صلب، يسمى السمحاق، والذي يغطي كامل العظم، باستثناء منطقة المفصل.